# Lélia Abramo
Lélia Abramo Scarmangan (São Paulo, 8 de fevereiro de 1911 — São Paulo, 9 de abril de 2004) foi uma atriz, produtora teatral e ativista política brasileira. Fez parte dos grupos políticos Frente Única Antifascista e Oposição de Esquerda, além de ser uma das fundadoras do Partido dos Trabalhadores (PT) e presidente do Sindicato dos Artistas e Técnicos, sendo um dos grandes nomes na luta contra a ditadura militar brasileira.

## Biografia
Filha dos imigrantes italianos, Afra Iole Scarmagnan, natural de Monselice (província de Pádua) e de Vincenzo Abramo, nascido em Torraca (província de Salerno), Lelia viveu na Itália entre os anos de 1938 e 1950, tendo sofrido as privações da Segunda Guerra Mundial. Junto aos seus irmãos, o artista plástico Lívio Abramo, Beatriz Abramo, os jornalistas Athos Abramo, Fúlvio Abramo e Cláudio Abramo, faz parte de uma família que teve grande presença na história brasileira, tanto na militância política como na arte. Sua mãe, Afra Iole, era filha de Bortolo ("Bartolomeu") Scarmagnan, militante anarcossindicalista e organizador da greve geral de 1917 em São Paulo.
Participou dos primeiros momentos de fundação da Oposição de Esquerda no Brasil, sempre se assumindo como uma simpatizante do trotskismo junto com Mário Pedrosa. Eduardo Maffei, militante comunista, registra participação de Lélia na Frente Única Antifascista trocando tiros com os integralistas na Praça da Sé, em 1934, durante o episódio conhecido como a Revoada dos galinhas-verdes. Em suas memórias, Lélia afirma ter apenas portado "pedaços de pau".
Lélia Abramo foi também militante e fundadora do Partido dos Trabalhadores, tendo assinado a ata de fundação com Mário Pedrosa, Manuel da Conceição, Sérgio Buarque de Holanda, Moacir Gadotti e Apolônio de Carvalho. Foi uma personalidade presente em diversos momentos da vida política brasileira, como a campanha das Diretas Já!.
A atriz iniciou a carreira aos 47 anos. Participou de 27 telenovelas, catorze filmes e 23 peças de teatro, tendo convivido com grandes nomes do teatro paulista, como Gianni Ratto e Gianfrancesco Guarnieri, com quem estreou nos palcos em 1958 em Eles não Usam Black-Tie. Na TV é lembrada pela matriarca Januária Brandão em Pai Herói (1979), Mama Vitória em Pão Pão, Beijo Beijo (1983) e Bibiana na minissérie O Tempo e o Vento (1985).
Sua militância política custou-lhe, porém, alguns anos de ostracismo na televisão, e ela passou a ser ignorada pela Rede Globo a partir de 1978, quando assumiu a presidência do Sindicato dos Artistas e Técnicos em Espetáculos de Diversões do Estado de São Paulo, integrando a primeira chapa de oposição a ser vitoriosa desde o início da ditadura. Lélia tinha, então, como companheiros de diretoria Renato Consorte, Dulce Muniz, Cláudio Mamberti e Robson Camargo, entre outros. Essa eleição ganhou as principais páginas dos jornais paulistas da época, apesar da intensa censura.
Antonio Cândido descreve Lélia Abramo:
| “ | como uma atriz que nunca vergou a espinha, nunca sacrificou a consciência à conveniência e desde muito jovem se opôs à injustiça da sociedade. Que sempre rejeitou as vias sinuosas e preferiu perder empregos, arriscar a segurança, sofrer discriminações para poder dizer a verdade e agir com seus pontos de vista… | ” |

## Morte
Lélia morreu na cidade de São Paulo, em 9 de abril de 2004, aos 93 anos, vítima de uma embolia pulmonar.

## Carreira

### No teatro
- 1958 - Teatro de Arena - SP  - Romana em Eles Não Usam Black-Tie de Gianfrancesco Guarnieri, direção de José Renato
- 1958 - São Paulo SP  - A Mulher do Outro, de Sidney Howard, direção de Augusto Boal
- 1959 - São Paulo SP  - Gente como a Gente, de Roberto Freire, direção de Augusto Boal
- 1960 - São Paulo SP  - Mãe Coragem e Seus Filhos, de Bertolt Brecht, direção de Alberto D'Aversa
- 1961 - São Paulo SP  - Raízes, de Arnold Wesker, direção de Antônio Abujamra
- 1961 - São Paulo SP  - Pintado de Alegre, de Flávio Migliaccio, direção de Augusto Boal
- 1961 - São Paulo SP  - Oscar, de Claude Magnier, direção de Cacilda Becker
- 1961 - São Paulo SP  - O Rinoceronte de Eugène Ionesco, direção de Walmor Chagas
- 1962 - São Paulo SP  - Yerma, de Federico Garcia Lorca, direção de Antunes Filho
- 1962 - São Paulo SP  - As Visões de Simone Machard, de Bertolt Brecht, direção de José Filipe
- 1963 - São Paulo SP  - Os Ossos do Barão, de Jorge Andrade, direção de Maurice Vaneau
- 1964 - São Paulo SP  - Vereda da Salvação, de Jorge Andrade, direção de Antunes Filho
- 1965 - São Paulo SP - Os Espectros, de Henrik Ibsen, direção de Alberto D'Aversa[5].
- 1968 - São Paulo SP - Lisístrata,de Aristófanes, direção de Maurice Vaneau
- 1968 - São Paulo SP - Agamenon, de Ésquilo, direção de Maria José de Carvalho
- 1969 - São Paulo SP - Romeu e Julieta, de William Shakespeare, direção de Jô Soares
- 1970 - São Paulo SP - Olhos Vazados, de Jean Cau, direção de Emílio Di Biasi- Prêmio Moliére de Melhor Atriz
- 1975 - São Paulo SP  - Ricardo III, de William Shakespeare, direção de Antunes Filho
- 1977 - São Paulo SP  - Pozzo em Esperando Godot de Samuel Beckett, direção de Antunes Filho
- 1978 - São Paulo SP - Hospí(cio)tal de Miguel M. Abrahão, direção de Fabio Sabag
- 1985 - Rio de Janeiro RJ - A Mãe de Bertolt Brecht direção de João das Neves
- 1985 - São Paulo SP - Os Espectros, de Henrik Ibsen, direção de Emílio Di Biasi[6].

### Na televisão
| Ano  | Título                             | Personagem                         | Notas                                 |
| ---- | ---------------------------------- | ---------------------------------- | ------------------------------------- |
| 1961 | A Muralha                          | —                                  |                                       |
| 1963 | Gente como a Gente                 | —                                  |                                       |
| 1964 | João Pão                           | —                                  |                                       |
| 1964 | Prisioneiro de um Sonho            | Lucrécia Santiago                  |                                       |
| 1965 | Os Quatro Filhos                   | —                                  |                                       |
| 1965 | Um Rosto Perdido                   | Irmã Rosa                          |                                       |
| 1966 | Calúnia                            | Sarah                              |                                       |
| 1966 | Redenção                           | Carmela                            |                                       |
| 1967 | Paixão Proibida                    | —                                  |                                       |
| 1968 | O Terceiro Pecado                  | Anette                             |                                       |
| 1969 | Dez Vidas                          | Tia de Marília                     |                                       |
| 1970 | As Bruxas                          | Chiquinha                          |                                       |
| 1970 | O Meu Pé de Laranja Lima           | Estefânia                          |                                       |
| 1971 | Nossa Filha Gabriela               | Donana                             |                                       |
| 1972 | Na Idade do Lobo                   | Inês                               |                                       |
| 1972 | Uma Rosa com Amor                  | Amália Petrone                     |                                       |
| 1973 | Os Ossos do Barão                  | Bianca Ghirotto                    |                                       |
| 1973 | Caso Especial                      | Lavínia                            | Episódio: "A Herdeira"                |
| 1974 | Caso Especial                      | Dona Augusta                       | Episódio: "A Feiticeira"              |
| 1974 | Caso Especial                      | Mãe de Concheta                    | Episódio: "Turma, Doce Turma"         |
| 1975 | Um Dia, o Amor                     | Lucinha                            |                                       |
| 1976 | O Julgamento                       | Felícia de Jesus Leão              |                                       |
| 1978 | Caso Especial                      | Mãe de Cida                        | Episódio: "Chanel N° 5"               |
| 1979 | Pai Herói                          | Januária Brandão                   |                                       |
| 1982 | Avenida Paulista                   | Isabel Alves (Bebel)               |                                       |
| 1983 | Pão Pão, Beijo Beijo               | Vitória Giunchetti (Mamma Vitória) |                                       |
| 1985 | O Tempo e o Vento                  | Bibiana Terra Cambará (idosa)      |                                       |
| 1986 | Mania de Querer                    | Margô Nogueira                     |                                       |
| 1990 | A História de Ana Raio e Zé Trovão | Lúcia Piagentini                   |                                       |
| 1990 | Fronteiras do Desconhecido         | Berenice                           | Episódio: "Adelino, Uma Vida de Amor" |

### No cinema
| Ano  | Título                                | Personagem    |
| ---- | ------------------------------------- | ------------- |
| 1960 | Cidade Ameaçada                       | —             |
| 1964 | Vereda de Salvação                    | Dolor         |
| 1967 | O Anjo Assassino                      | —             |
| 1967 | O Caso dos Irmãos Naves               | Donana        |
| 1968 | O Quarto                              | Arente        |
| 1970 | Beto Rockfeller                       | Dona Gorda    |
| 1970 | Cleo e Daniel                         | Mãe de Daniel |
| 1973 | Joanna Francesa                       | Dona Olímpia  |
| 1974 | O Comprador de Fazendas               | Isaura        |
| 1979 | Maldita Coincidência                  | Senhora       |
| 1980 | O Sonho não Acabou: teatro Libertário | A velha dama  |
| 1981 | Eles Não Usam Black-Tie               | Malvina       |
| 1983 | Janete                                | Carmen        |
| 1992 | Manôushe                              | Viúva         |
| 1996 | Mil e Uma                             | Mãe de Alice  |

## Prêmios
- 1958 - Prêmio Saci - Personagem: Romana em Black-tie - Teatro
- 1958 - APCA - Personagem:Romana em Black-tie - Teatro'
- 1958 - Governador do Estado - Personagem Romana em Black-tie - Teatro'
- 1958 - Círculo Independente de Críticos Teatrais do Rio de Janeiro - Personagem Romana em Black-tie - Teatro'
- 1958 - Associação Brasileira de Críticos Teatrais - Personagem Romana em Black-tie - Teatro '
- 1963 - Prêmio Saci - Melhor Atriz Coadjuvante em Os Ossos do Barão - Teatro
- 1964 - Prêmio Roquete Pinto - SP. Pelo conjunto de seu trabalho
- 1967 - Festival de Brasília - Melhor Atriz Coadjuvante - O Caso dos Irmãos Naves - Cinema
- 1970 - Prêmio Molière - Melhor Atriz - Os Olhos Vazados - Teatro
- 1971 - Prêmio APCA - Melhor Atriz - Uma Rosa com Amor - TV
- 1975 - Associação Paulista de Críticos de Arte. Pelo conjunto de seu trabalho
- 1976 - Prêmio Governador do Estado de Melhor Atriz. Personagem: Pozzo em Esperando Godot

## Autobiografia
A editora da Fundação Perseu Abramo publicou sua autobiografia em 1997, intitulada Vida e Arte - Memórias de Lelia Abramo.